# Facebook Home
«Facebook Home» — платформа для Android смартфонов, выпущенная компанией Facebook 12 апреля 2013 года.

## Дизайн
После установки платформы, пользователь получает новый дизайн ОС. Привычный экран блокировки сменяет новостная лента социальной сети, при прокрутке страниц, у пользователя автоматически исчезают часы и строка состояния. Прямо на экране блокировки пользователь сможет комментировать статусы других пользователей Facebook, ставить Like, загружать свои фотографии и статусы.

## Совместимость устройств
Платформа Home будет работать в ограниченном кругу Android смартфонов: HTC First (смартфон с заранее установленной платформой), HTC One X, HTC One X+, HTC One, Samsung Galaxy S III, Galaxy S4, Samsung Galaxy S5, Samsung Galaxy S6, Samsung Galaxy S7 и Galaxy Note II.